# Krausenbruch
Der Krausenbruch ist ein Naturschutzgebiet im Landkreis Kaiserslautern in Rheinland-Pfalz. Das etwa 28,3 ha große Gebiet umfasst Teile der Gemeinden Eulenbis, Rodenbach und Weilerbach in der Verbandsgemeinde Weilerbach.
Durch die Unterschutzstellung soll die „Talaue der Mooslauter mit den Schilf-, Ried- und Wiesenflächen, Flachwasserzonen sowie den angrenzenden Grünlandflächen als Standorte seltener Pflanzenarten und Pflanzengesellschaften, als Lebensraum seltener Tierarten und aus wissenschaftlichen Gründen“ erhalten werden.